# Rincón de Cozahuapa
Rincón de Cozahuapa är en ort i Mexiko.   Den ligger i kommunen Ahuacuotzingo och delstaten Guerrero, i den sydöstra delen av landet, 180 km söder om huvudstaden Mexico City. Rincón de Cozahuapa ligger 927 meter över havet och antalet invånare är 605.
Terrängen runt Rincón de Cozahuapa är huvudsakligen kuperad, men västerut är den bergig. Runt Rincón de Cozahuapa är det glesbefolkat, med 18 invånare per kvadratkilometer. Närmaste större samhälle är Xocoyolzintla, 13,3 km söder om Rincón de Cozahuapa. I omgivningarna runt Rincón de Cozahuapa växer huvudsakligen savannskog.